# Herc Grosbard
Herc Grosbard (ur. 21 czerwca 1892 w Łodzi, zm. 2 stycznia 1994 w Holon) – aktor teatralny.
Po ukończeniu chederu w Kutnie wyjechał do Niemiec i tam kształcił się w szkole teatralnej. Po powrocie do Polski zakładał w Łodzi na początku lat 20. XX w. teatr żydowski, właściwie bez sukcesów.
Następnie przystąpił do teatru „Wilner Trupe”, gdzie występował z powodzeniem, wkrótce zaczął grać nawet główne role. Wyjechał z teatrem na gościnne występy do Niemiec, tam zyskał uznanie krytyki.
Osiedlił się w Niemczech, w Berlinie założył zespół „Jüdischer Künstler Theater”, z którym występował na scenach teatru miejskiego we Frankfurcie nad Menem, w „Renaissance Theater”, „Volksbühne (Scena Ludowa w Berlinie)” i w słynnym teatrze Erwina Piscatora (Piscator-Bühne) na Nollendorfplatz w Berlinie.
Na początku lat 30. wrócił do Łodzi, ale nie był już aktorem w teatrze, bowiem zajął się recytacją utworów klasycznej i nowożytnej literatury żydowskiej. Szybko zyskał uznanie i sławę nie tylko w kraju, ale w Europie, Stanach Zjednoczonych, Kanadzie  i Ameryce Południowej. Zamieszkał w stolicy Argentyny Buenos Aires, tam też mieszkał w czasie wojny. Mieszkał w Nowym Jorku, w 1951 przeniósł się do Kanady, gdzie uzyskał obywatelstwo kanadyjskie w 1957 roku. Ostatecznie wyemigrował do Izraela i w 1971 otrzymał obywatelstwo izraelskie, mieszkał w mieście Holon gdzie po raz ostatni wystąpił z okazji swoich 100 urodzin.  
Już po jego śmierci, w Kanadzie, ukazała się seria płyt gramofonowych, na których recytuje utwory klasyków literatury żydowskiej m.in. Pereca, An-skiego i Szaloma Alejchema.